# Sylvain Armand
Sylvain Armand (* 1. srpna 1980, Saint-Étienne) je francouzský fotbalový obránce a bývalý mládežnický reprezentant, který působí od roku 2013 ve francouzském klubu Stade Rennes.
Podstatnou část své kariéry strávil v klubu Paris Saint-Germain.

## Klubová kariéra
Armand hrál za francouzské kluby Clermont Foot (zde debutoval v profesionálním fotbale), FC Nantes, Paris Saint-Germain a Stade Rennes.
S Nantes (v sezóně 2000/01) a PSG (2012/13) vyhrál francouzskou nejvyšší soutěž Ligue 1. 3. června 2013 přestoupil jako volný hráč do Stade Rennes, kde podepsal smlouvu (platnou od 1. července) do roku 2015.

## Reprezentační kariéra
Byl členem francouzského výběru U21. Zúčastnil se Mistrovství Evropy hráčů do 21 let v roce 2002 ve Švýcarsku, kde Francie podlehla ve finále české jedenadvacítce v penaltovém rozstřelu a získala stříbro. Na turnaji jednou skóroval, v základní skupině se brankou podílel na výhře 3:1 proti Řecku.